# 蘭嶼機場
蘭嶼機場，又稱蘭嶼航空站，是臺灣臺東縣蘭嶼的機場，座落於該島西南隅，外型以達悟族圖騰裝飾並將達悟族拼板舟造型呈現在建築物上，體現蘭嶼的文化特色。此機場屬交通部民用航空局管理，有德安航空飛往臺東機場的航班起降。

## 歷史
蘭嶼機場於1964年11月建成，最初由臺灣警備總司令部蘭嶼地區警備指揮部職業訓練總隊管理。1977年機場候機室由交通部民用航空局與臺灣省政府出資改建。1982年交通部民用航空局再度撥款遷建停機坪，並新建候機室、塔台與停車場。1984年10月臺東縣政府接手管理蘭嶼機場，由蘭嶼鄉公所負責管理、維護。1990年機場正式由交通部民用航空局接手管理，同年7月再度擴建航站，並於1995年10月3日完工啟用。
現時蘭嶼機場航站有四層樓，其中四樓為塔台，另有地下一樓用作機房；跑道寬23.5公尺，長1132公尺，由於跑道過窄、過短且強度不足，能提供起降的飛機機型有限，載運人次較少，且航班經常因天氣因素取消，據統計蘭嶼機場航班的取消率遠高於馬祖的南竿機場與北竿機場，2016年至2018年三年取消率均高於三成，2017年與2018年的冬季甚至高於五成。對此中華民國交通部規劃「蘭嶼機場跑道整建工程計畫」改善跑道與助航燈光，但有監察委員質疑這些工程不能解決航班經常取消的問題。

## 事故
- 2017年4月13日，德安航空一架DHC-6班機（編號B55571）降落時偏出跑道，衝撞一旁的護欄，所幸機上19人均安，只有2人輕傷[4]。
- 2018年2月5日深夜，內政部空中勤務總隊一架黑鷹直升機（編號NA-706）執行病患後送任務，從蘭嶼機場起飛81秒後便與塔台失聯，2天後被發現墜毀於機場西方外海[5]，機上6人皆罹難[6]。

## 航空公司與航點
| 航空公司 | 目的地城市 | 目的地機場 | 班次     | 固定航機 |
| -------- | ---------- | ---------- | -------- | -------- |
| 德安航空 | 台東       | 台東機場   | 每週42班 | DHC6-400 |

## 圖集

停機坪
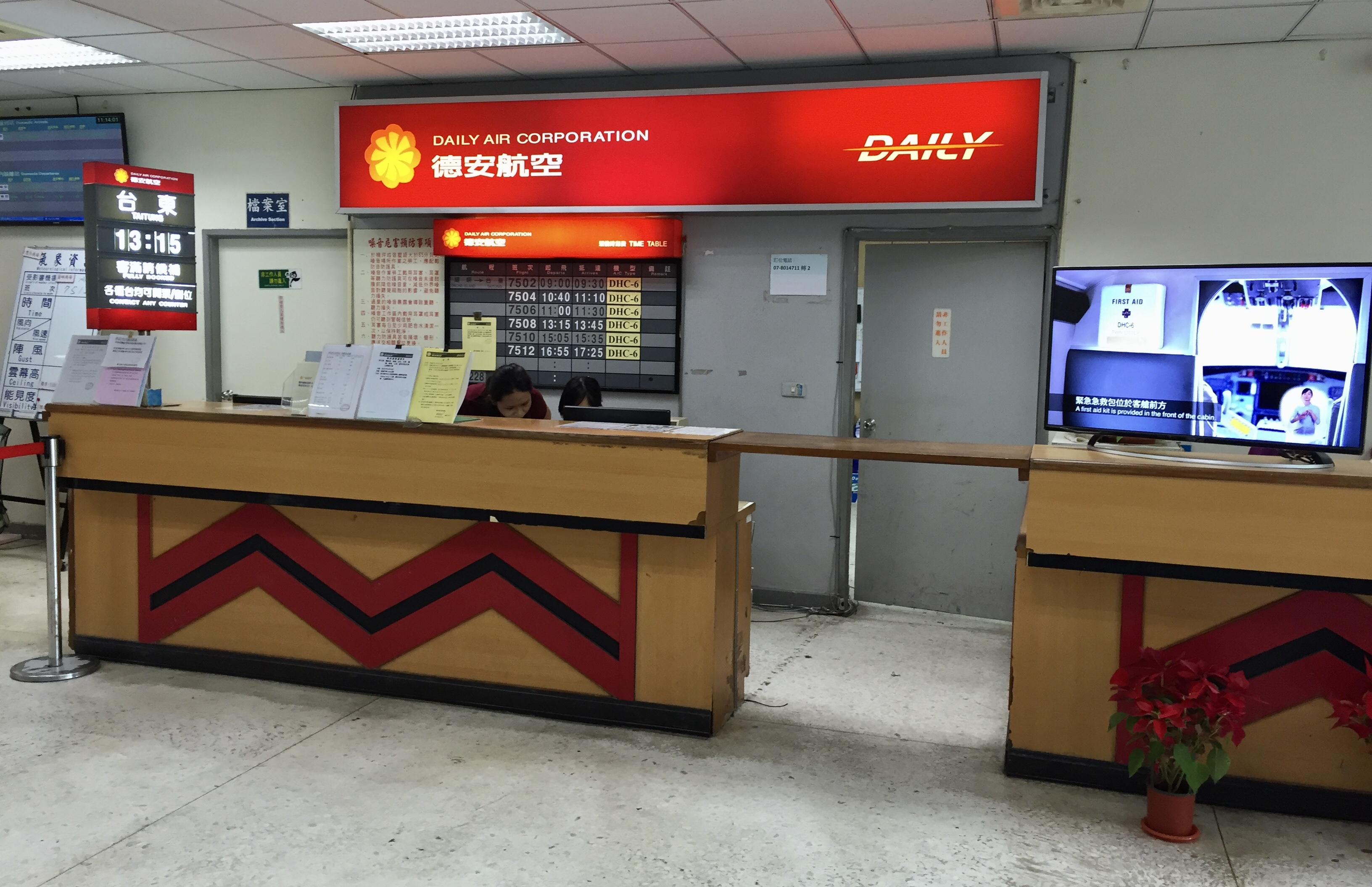
德安航空櫃檯
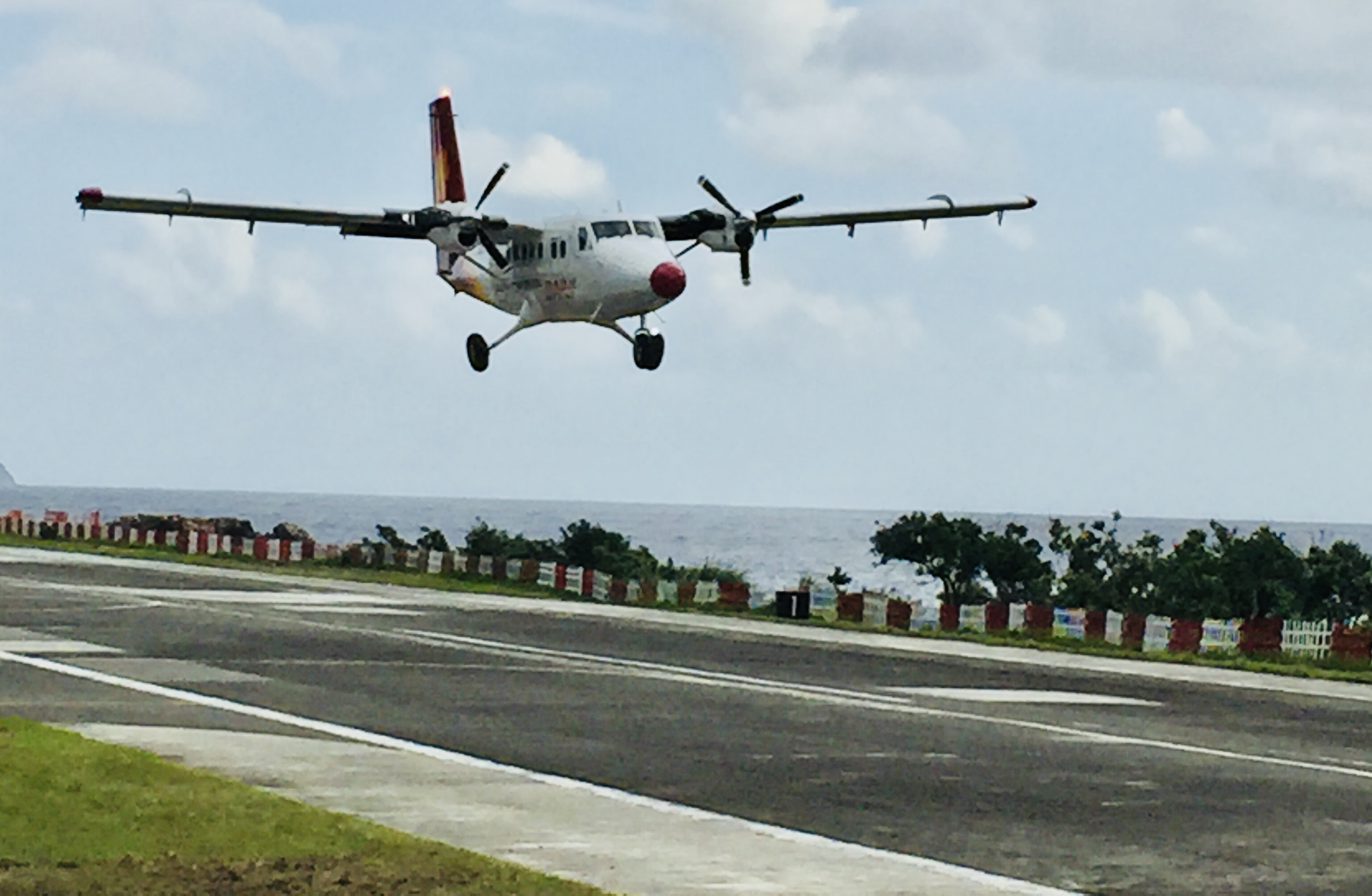
航班降落
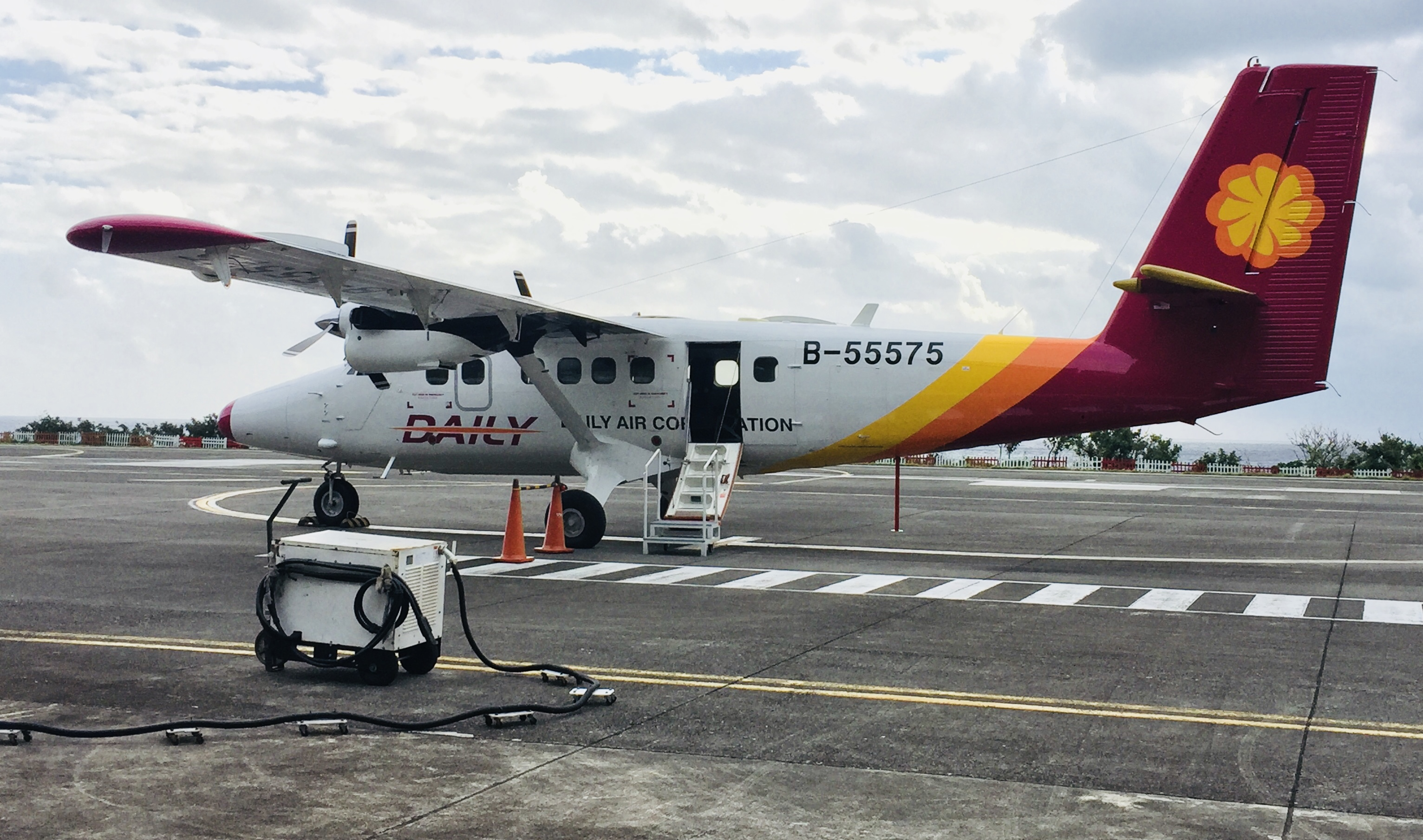
跑道上的DHC-6班機

## 外部連結
- 蘭嶼航空站 （繁體中文）